# San Ta Pha Daeng

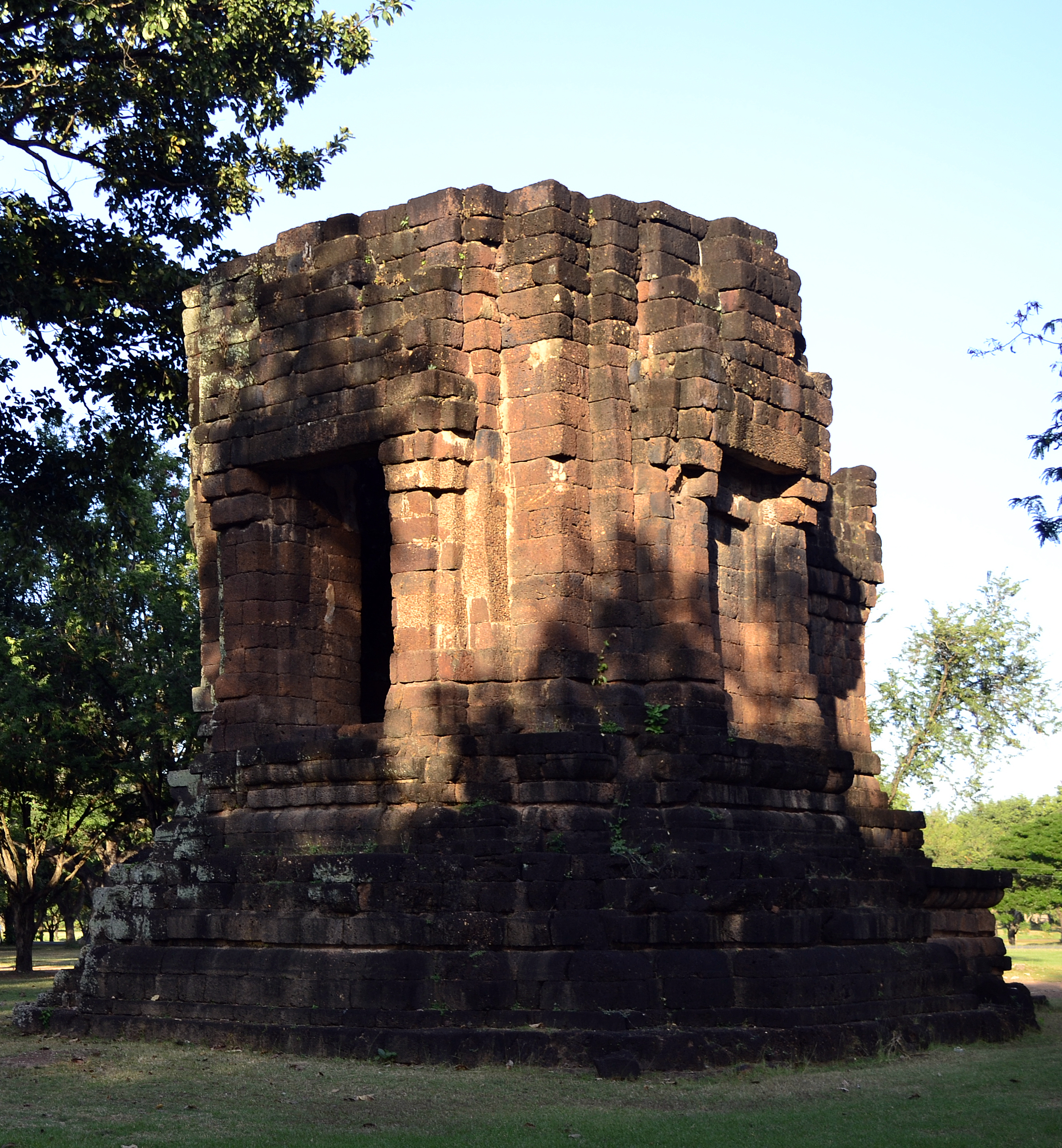
San Ta Pha Daeng
(Zustand Dezember 2013)

Der San Ta Pha Daeng (Thai ศาลตาผาแดง) ist ein hinduistischer Schrein (Prang) im Landkreis (Amphoe) Mueang Sukhothai, Provinz Sukhothai, Nordthailand.

## Lage
Der San Ta Pha Daeng ist Teil des Geschichtsparks Sukhothai. Er steht nördlich des Wat Mahathat in der Nähe des nördlichen Stadttores (ปรตูศาลหลวง – San-Luang-Tor).

## Baugeschichte
Der San Ta Pha Daeng ist ein würfelförmiger Bau aus Laterit, der aus dem 12. Jahrhundert stammt. Zur etwa drei Meter hohen Basis des Baus führt eine schmale Treppe hinauf, die ebenfalls aus Laterit besteht. Der obere Teil des Prang ist zerstört.
Prinz Naris, der dem Bau den Namen Sala Phra Pradaeng gab, führte den Namen auf den kambodschanischen Titel kamraten zurück.
Insgesamt erinnert der Bau an ähnliche Anlagen in Angkor aus der Zeit des Königs Suryavarman II. (reg. 1113–1150).

## Sehenswürdigkeiten
Im Schrein wurden während der Restaurierungsarbeiten im Jahre 1959 fünf männliche und weibliche brahmanistische Figuren ohne Kopf aus Sandstein gefunden. Sie stammen aus der ersten Hälfte des 12. Jahrhunderts und sind im Khmer-Stil gehalten. Kleidung und Schmuick erinnert an ähnliche Figuren in den Reliefs des Angkor Wat. Heute stehen die Figuren im Ramkhamhaeng-Nationalmuseum.